# Lübecker Maschinenbau Gesellschaft

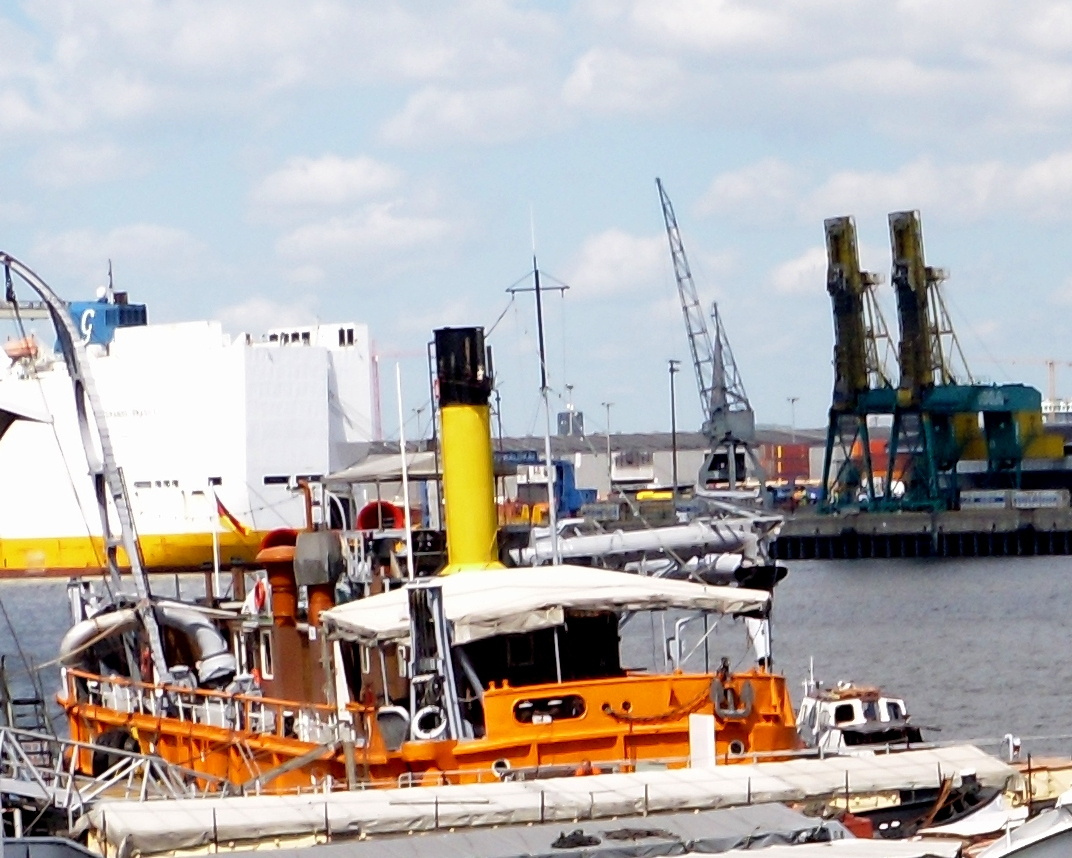
Schutendampfsauger Sauger IV von 1909 im Hamburger Hafenmuseum

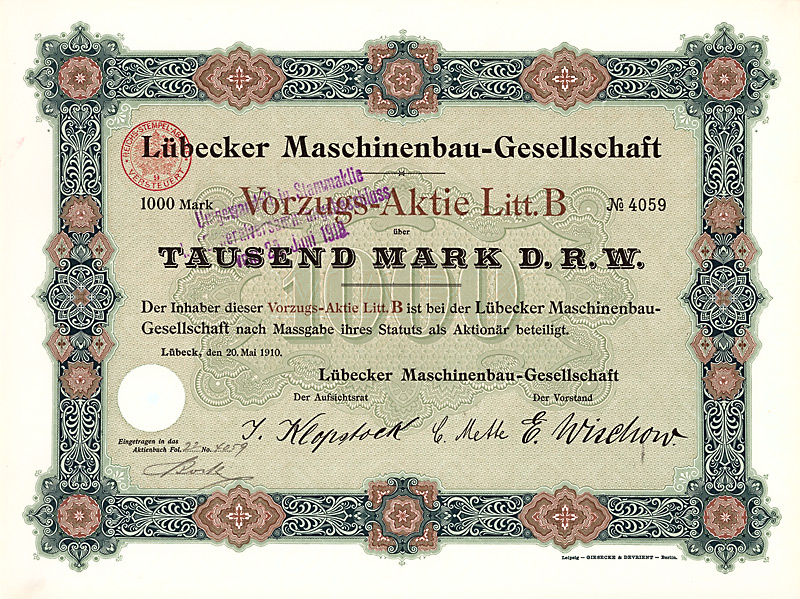
Vorzugsaktie über 1000 Mark der Lübecker Maschinenbau-Gesellschaft vom 20. Mai 1910

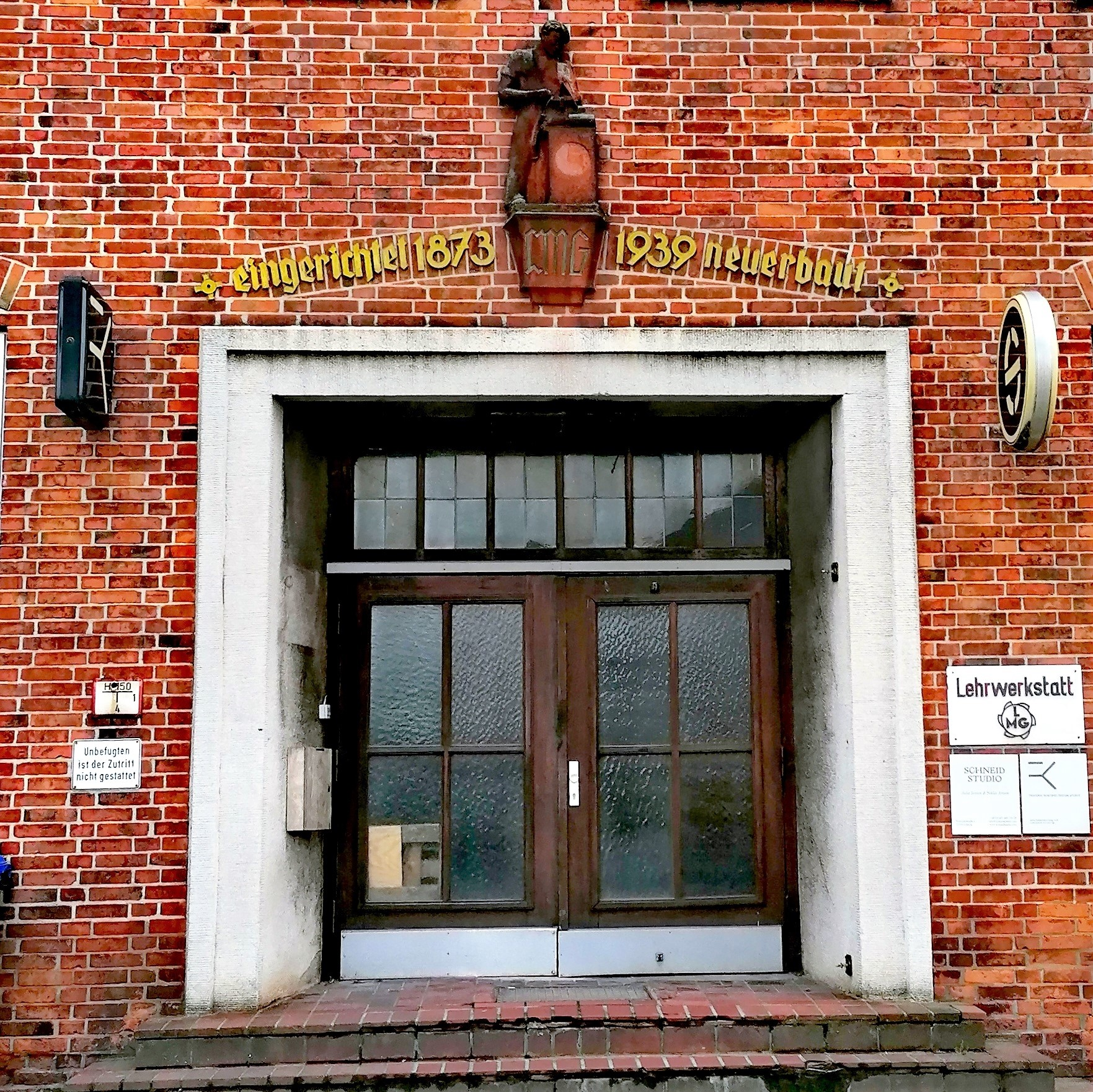
Zugang zu deren einstiger Lehrwerkstatt

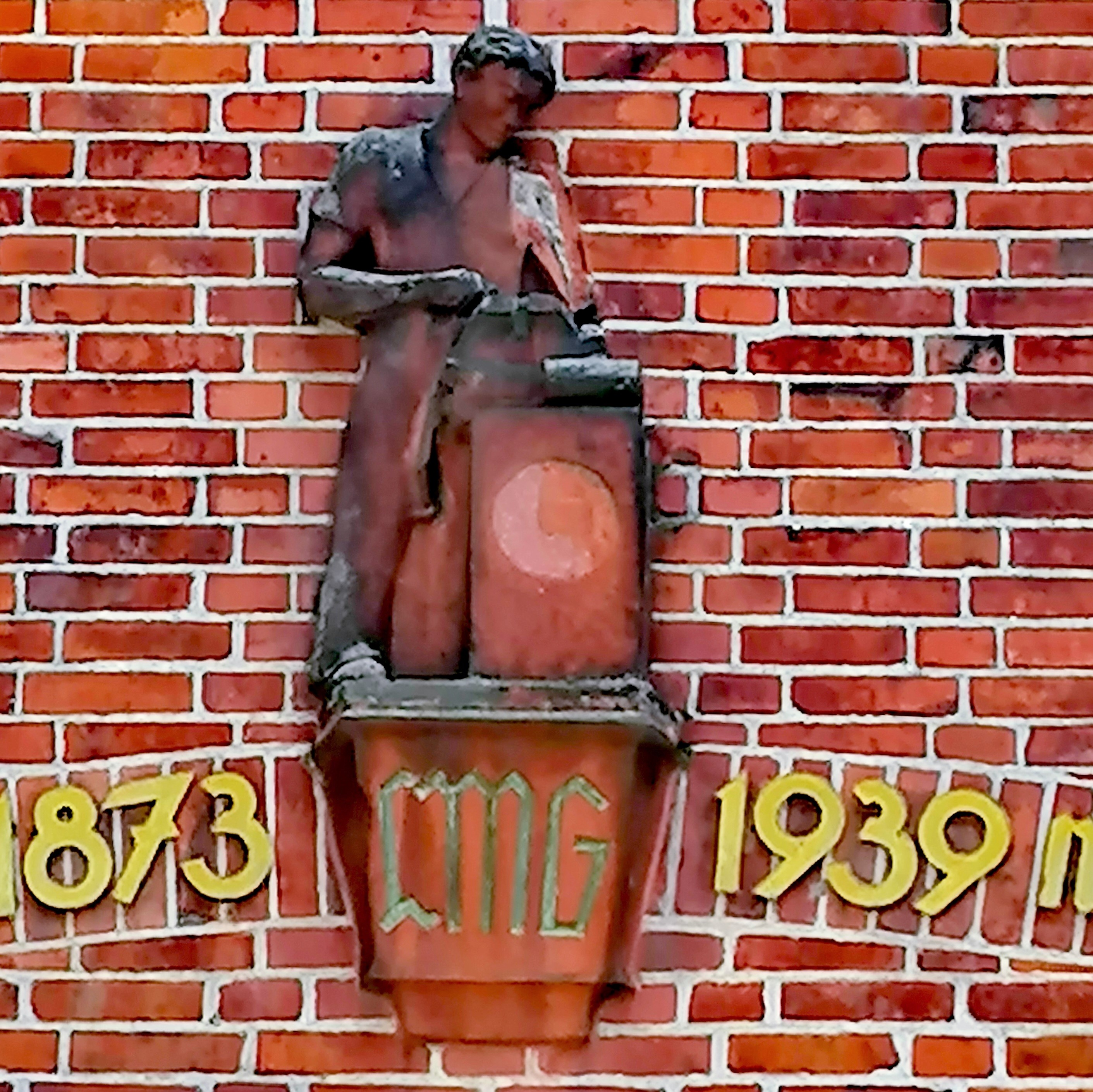
Detailaufnahme der Terrakottafigur über dem Portal der Lehrwerkstatt

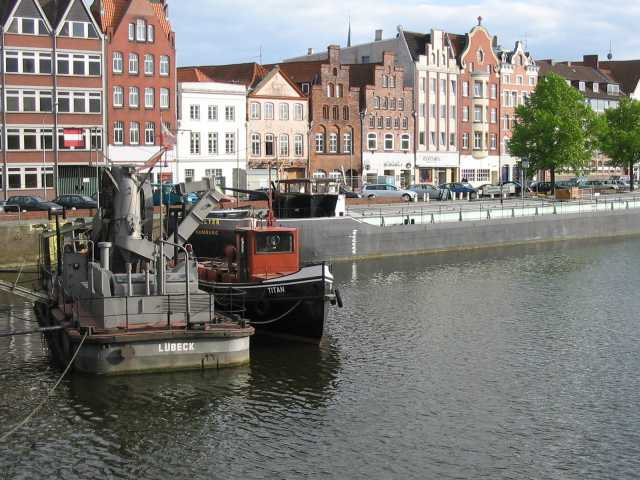
LMG-Eimerkettenbagger Wels (links), 2003 im Museumshafen Lübeck

Vasco da Gama, Saugrohr mit Spülkopf

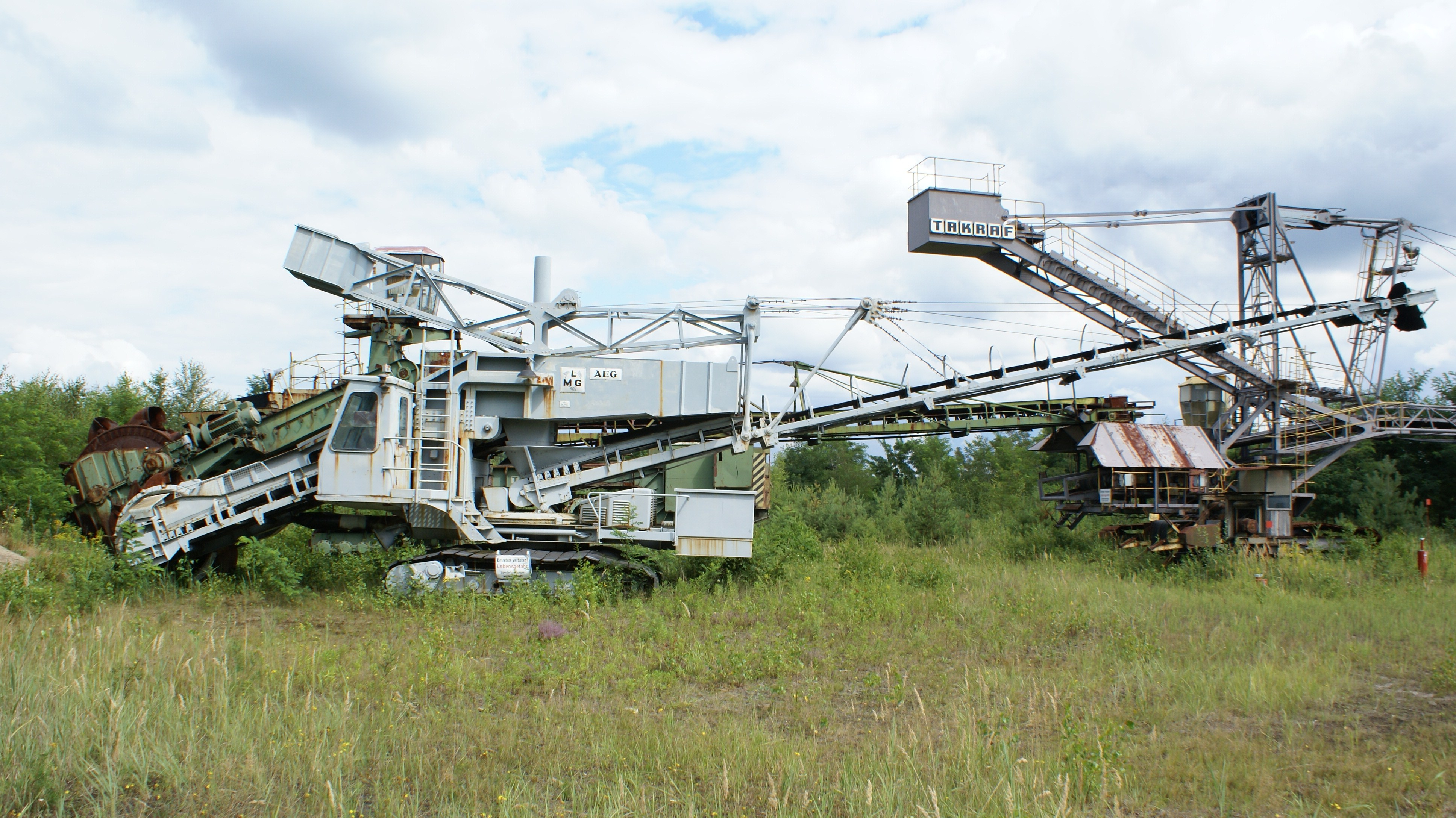
LMG-Kompaktschaufelradbagger

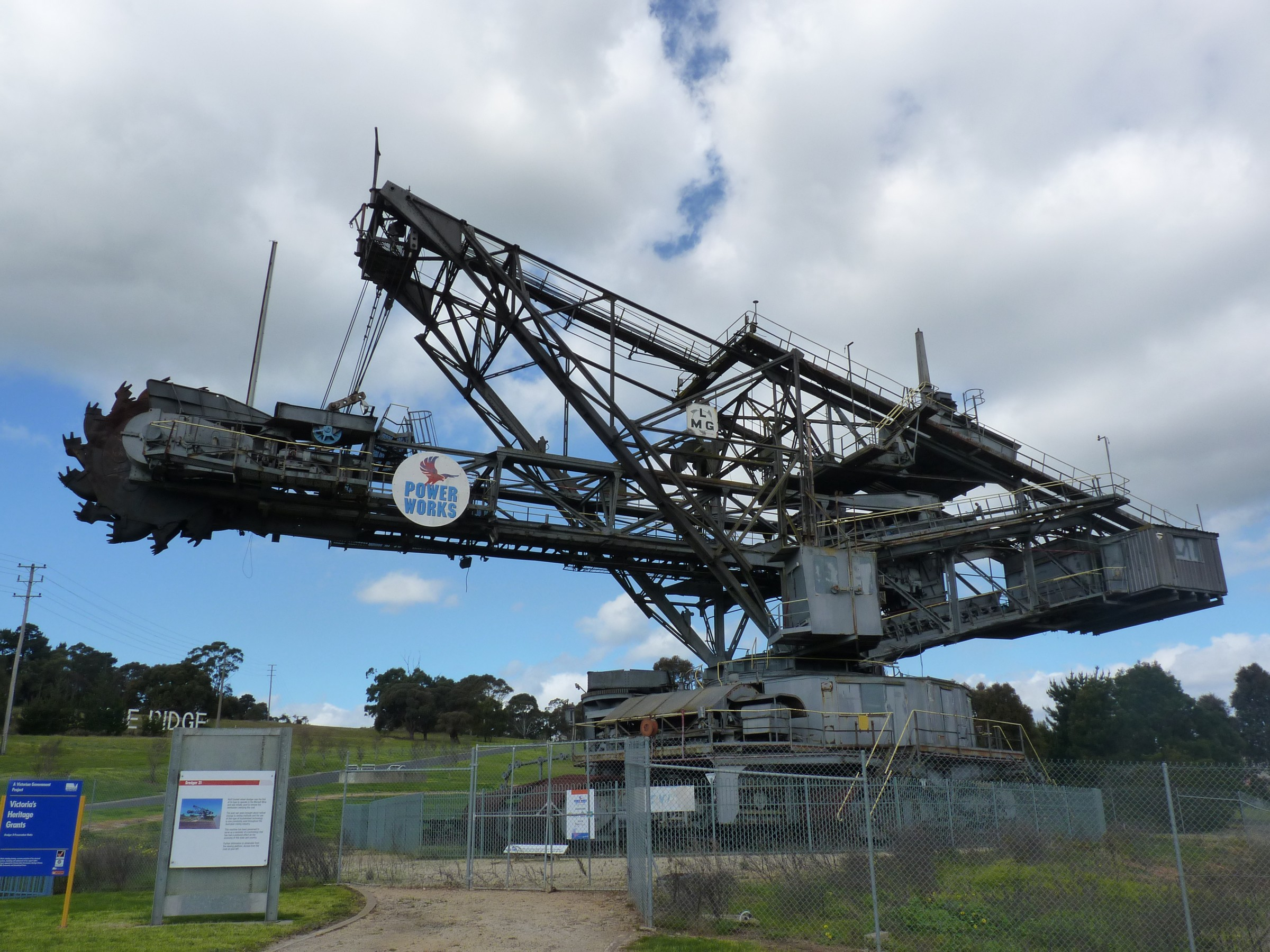
LMG-Schaufelradbagger

Die Lübecker Maschinenbau Gesellschaft (LMG) ist ein deutsches Maschinenbau-Unternehmen. Es war auf den Bau von Fördertechnik spezialisiert und viele Jahre auch im Schiffbau tätig. Ab 2011 sollten Offshore-Windenergieanlagen sowie Plattformen für Transformatoren produziert werden.

## Geschichte
Das Unternehmen wurde 1846 als Maschinenfabrik und Eisengießerei Kollmann & Schetelig OHG gegründet. Zu Beginn der zweiten Hälfte des 19. Jahrhunderts absolvierte Hermann Blohm, der spätere Mitbegründer der Hamburger Werft Blohm + Voss, seine Ausbildung in diesem Betrieb.
1873 wurde diese Gesellschaft unter Karl Martin Ludwig Schetelig von der in Rechtsform einer Aktiengesellschaft neu gegründeten Lübecker Maschinenbau-Gesellschaft übernommen. Zunächst fertigte das neu formierte Unternehmen zahlreiche Spezialschiffe, hauptsächlich Schwimmbagger. Das erste schwimmfähige Gerät wurde 1876 ausgeliefert; 1882 folgte der erste dampfgetriebene Trockenbagger. Das Unternehmen war auch als Zulieferer am Bau der Lübeck-Büchener Eisenbahn beteiligt. Ab dem Jahr 1930 wurden außerdem Großbagger für den Braunkohletagebau hergestellt, darunter 1963 der mit 8000 Tonnen Gewicht größte Schaufelradbagger der Welt für den Tagebau. Vor dem Jahr 1917 hatte die LMG lediglich 43 schwimmende Objekte hergestellt, deren Konstruktion dem Maschinenbaubüro der LMG oblag. Sämtliche Objekte wurden dabei ab Nummer 100 durchnummeriert. Zu diesen 43 Objekten gehörten 2 Schleppdampfer (Bau-Nr. 127 und 128), im Übrigen waren es Bagger verschiedener Art (21 Stück), verschiedene Spül- und Klappschuten (8 Stück), 10 Fährpräme, 1 Peilboot ("Ahne") und 1 Geräteprahm, darunter befanden sich ca. 12 Objekte mit eigenem Antrieb, aber kein einziges seegehendes Schiff. Ein Schiffbaubüro wurde erst 1917 durch die Einstellung des Schiffbauingenieurs Karl Zickerow ins Leben gerufen, der bis 1937 für die LMG tätig war. Die ersten beiden seegehenden Schiffe wurden im Juli 1917 konstruiert, wovon das erste durch schwierige Materialbeschaffung erst im Frühling 1918 zu Wasser gelassen werden konnte, der Bau des zweiten Bootes ging schneller vonstatten, dessen Ablieferung erfolgte jedoch erst nach Ende des Ersten Weltkrieges. Anfang 1918 wurde der Bau von 2 Schiffskörpern von Torpedoboot-Zerstörern (Bau-Nr. 145/146) in Auftrag gegeben, deren Zeichnungen und ein Großteil der schon vorgearbeiteten Materialien wurden von der Germania-Werft in Kiel geliefert. Bei Kriegsende wurde der Bau sofort abgebrochen, das Material wanderte in den Schrott.Sämtliche schiffbaulichen Auftragsarbeiten der LMG in den Folgejahren wurden "auf Reparationskonto" für die Siegermächte, in erster Linie Frankreich, ausgeführt.
Im Zuge der Neuordnung der Lübeckischen Werften bemühte sich neben der Lübecker Flender-Werke AG auch die LMG um den Erwerb der Schiffswerft von Henry Koch. Bereits Ende der 20er Jahre hatten Fusionsgespräche der Schiffswerft mit der LMG einerseits und Flender andererseits stattgefunden.
Die LMG bat am 7. Februar 1933 den Verhandlungsführer in Sachen Neuordnung der Lübecker Werften um eine vorläufige Vertagung der mit ihr geführten Verhandlungen. Trotz der Vertagung war die LMG weiterhin an einer Übernahme der Werft interessiert und führte entsprechende Gespräche mit Walter Thilo, dem Präses der Handelskammer, um die Bedingungen einer Übernahme zu fixieren. Das Aktienkapital der Werft sollte auf einen kleinen Wert herabgesetzt und danach wieder auf 600.000 RM aufgestockt werden. 25 % hiervon sollten an den Lübecker Staat gehen, der ihn wiederum mit der Lübecker Kreditanstalt verrechnen sollte. Gegenüber den weniger spezifizierten pauschalen Angeboten von Flender zeichnete ihr Angebot sich dadurch aus, dass seine vorrangige Aufgabe nicht die Beseitigung eines innerörtlichen Konkurrenten war, und dies nach Möglichkeit noch auf Kosten seines Großgläubigers, zum Ziel hatte.
Im Februar 1934 sagte die LMG jedoch die Übernahme ab. Bei um 75 % gesunkenen Umsätzen und verlustreichen Vorjahren bräuchte man das Geld zur Gesundung. Zudem wäre man intern zu dem Schluss gekommen, dass ein wirtschaftlicher Betrieb zweier Werften in Lübeck kaum möglich sei. Oberflächlich betrachtet war die Begründung schlüssig. Da sich die Lage seit dem Übernahmeangebot nicht geändert hatte, ist sie zweifelhaft. Die LMG war nur noch eine Halbwerft, die, nur noch für den Fall, dass Flender nicht zur Erfüllung aller Aufträge im Stande war, auch als Werft fungierte.
1950 fusionierte die LMG mit Orenstein & Koppel, das seit 1911 im Rahmen einer Interessengemeinschaft 90 Prozent der LMG-Aktien hielt, zu Orenstein-Koppel und Lübecker Maschinenbau AG. 1955 lieferte die Werft, die damals über vier Helgen und ein Schwimmdock verfügte, ihren 500. Neubau ab. 1959 arbeiteten mehr als 4200 Beschäftigte im Werk. In den 1960er Jahren hatte das Unternehmen 3000 Beschäftigte. Es stellte neben Großbaggern Bordkrane und Unterwasserschaufelräder her. Obwohl der Betrieb in den 1970er Jahren auch die Fertigung von Tankern aufnahm und beispielsweise Chemikalientanker baute, stellte es den Schiffbau 1987 ein. Bis zu diesem Zeitpunkt hatte der Schiffbaubetrieb etwa 770 Fahrzeuge produziert. 1993 wurde das Unternehmen von Krupp übernommen und der Name in Krupp Fördertechnik GmbH geändert. Das Unternehmen setzte dabei auf eine Zusammenarbeit mit dem Lübecker Unternehmen DeWind. 2000 verkaufte die Krupp Fördertechnik GmbH für einen negativen Kaufpreis das Lübecker Unternehmen an die Hamburger Anwälte der Nord GB; es hieß wieder Lübecker Maschinenbau Gesellschaft und hatte noch 520 Beschäftigte. Krupp gewährte bei der Übernahme ein zinsloses Darlehen in Höhe von 20 Millionen Mark, das später nicht zurückgezahlt wurde, unter der Bedingung, die Arbeitsplätze bis 2003 zu erhalten.
Im Jahr 2002 wurde die Abteilung für Schwimmbagger von der Vosta B.V. in Amsterdam übernommen, die sich danach in Vosta.LMG umbenannte.
Am 1. Juni 2003 setzte die Beteiligungsgesellschaft Nord GB einen Liquidator ein, der das Unternehmen auflösen sollte. Ein vom Amtsgericht Lübeck eingesetzter Insolvenzverwalter aus Hamburg hielt jedoch den Betrieb aufrecht; vier Jahre später, im April 2007 übernahm der Bremer Jan-Hinrich Gottwald das Unternehmen. Sein Ziel war die Konzentration auf die Märkte des Windkraftanlagenbaus, der Stahlwerksausrüstung und der Hafenlogistik-Anlagen. Das Land Schleswig-Holstein und seine Förderinstitute unterstützten das Unternehmen mit insgesamt fünf Millionen Euro in Form von Bürgschaften.
2007 wurde das Unternehmen in LMG Anlagenbau GmbH umfirmiert; zu dieser Zeit wurden 114 Arbeitnehmer beschäftigt. Im April 2010 stellte die LMG einen Insolvenzantrag. Die zuletzt 130 Arbeitnehmer verzichteten auf Urlaubsgeld und nahmen Lohnkürzungen hin. Am 28. Juli 2010 wurde die Schließung des Betriebs zum 31. Juli 2010 angekündigt. Lübecks Bürgermeister Bernd Saxe beklagte den Verlust „ein(es) Stück(s) bester lübscher Industriekultur“. Das an der Trave gelegene Werksgelände mit 125.000 Quadratmetern Flächeninhalt sollte mit Werkshallen und Verwaltungsgebäuden samt Inventar verkauft werden, um Forderungen der Gläubiger zu befriedigen. Die Beschäftigten wurden zunächst in Kurzarbeit geschickt, nachdem sich Anfang August 2010 zwei Übernahmeinteressenten meldeten.
Seit 1. Oktober 2010 gehört LMG damit zur Wilms-Gruppe des Unternehmers Johann-Erich Wilms aus Menden (Sauerland).
Seit der Übernahme durch die KGW produzierte das Unternehmen Windräder. Wegen fehlender Aufträge wurde zum 30. Juni 2019 der Großteil der verbliebenen 30 Mitarbeiter entlassen. Das Unternehmen vermietete daraufhin seine Maschinen und Räumlichkeiten.

## Schiffe und Bagger
Etwa 800 Schiffe, davon rund 400 Schwimmbagger und 15 Schwimmkräne wurden bis Mitte der 1990er Jahre ausgeliefert. Die ersten beiden seegehenden Schiffe wurden ab Juli 1917 mit den Bau-Nummern 143 und 144 konstruiert, und zwar zwei flachgehende Minensuchboote (FM-Boote), deren Auslieferung erst 1918 erfolgte. Es folgten zwei Spezial-Fährschiffe, die für den Einsatz auf der Kieler Förde für den Transport beladener Eisenbahn-Güterwagen von Werft zu Werft konstruiert wurden und viele Jahre auf der Förde das Bild prägten. Sie fassten zwei unbeladene oder einen beladenen Waggon, indem Schienen auf den Fährschiffen verlegt waren, die unter dem sehr hohen Führerhaus hindurchliefen und von beiden Enden der Fährschiffe aus befahren werden konnten. 
1921 und 1922 wurden vier Frachtdampfer, ein Leichter, ein Schleppdampfer und ein Öltankprahm abgeliefert. Durch die Inflationszeit 1923 ging die Zahl der Aufträge stark zurück. In dieser Zeit wurden nur zwei kleine Seeschlepper und ein Schwimmkran mit 100 to Hubkraft für die französische Regierung, und zwar für den Hafen von Rabat in Marokko gebaut. Kleinere Aufträge für argentinische, italienische und portugiesische Rechnung wurden ausgeführt: 4 Eimerbagger,3 Saugbagger, 4 Schleppdampfer von je 350 PSi, 7 Klappschuten und einige kleinere Geräte, bis dann 1924 endlich wieder ein Auftrag einer dänischen Reederei für einen größeren Frachtdampfer von 3200 tdw erteilt wurde. 
Eine besondere Erwähnung soll der Bau zweier Schwester-Schiffe Cyril und Dan finden, die ebenfalls von der Dania-Reederei in Auftrag gegeben wurden. Es waren zwei Frachtdampfer von je 3500 tdw, und zwar wurde erstmals im Weltschiffbau beim Schiff Dan statt des üblichen Einplattenruders ein von Max Oertz, einem bekannten Yachtkonstrukteur, konzipiertes und in der hamburgischen Schlepp- und Versuchsanstalt erprobtes Stromlinienruder eingebaut, welches durch Verminderung der Wasserwirbel, die der laufende Schiffspropeller hinter dem fahrenden Schiff erzeugt, eine günstigere Propellerleistung, eine höhere Schiffsgeschwindigkeit und vor allem einen deutlich verkleinerten Drehkreis des Schiffes bedeutete, was in zahlreichen Fahrversuchen nachgewiesen werden konnte. Das Ruder musste dafür statt der üblichen 42–45 Grad nur um 32 Grad eingeschlagen werden, um diesen weit kleineren Drehkreis des Schiffes zu ermöglichen. Es wurde von der LMG und von Dr. Oertz allerdings versäumt, sich diese Ruderanlage patentieren zu lassen, was alsbald andere Werften mit kleineren Änderungen für sich in Anspruch nahmen (Seebeck-Werft Bremerhaven). Heute fährt auf den Weltmeeren kein Schiff mehr ohne Stromlinienruder. Daneben wurden 1925 kleinere Frachtdampfer sowie auf den kleineren Helgen mehrere Eimerbagger, eine Serie von 6 Klappschuten und 2 kleine Schleppdampfer von je 350 PSi auf ausländische Rechnung gebaut. 
Eine Besonderheit war die Konstruktion eines auf serbische Rechnung gebauten Passagierdampfers Prestolonadlednik Petar (=Kronprinz Peter), der luxuriös ausgestattet war, 24 Passagiere I. Klasse, 60 Passagiere II./III. Klasse und ca. 100 Tagespassagiere aufnehmen konnte und nach der Auslieferung am 27. März 1926 in seinen Heimathafen Catarro (Kotor) verbracht wurde. Das größte von der LMG bis zum Zweiten Weltkrieg gebaute Schiff war der Frachtdampfer Lica Maersk, ein Schutzdecker, der 4350 to laden konnte, womit die Werft mit ihren Anlagen an ihre Grenzen kam. 
Mit Beginn der Weltwirtschaftskrise, die schon 1928 spürbar wurde, waren kaum noch Aufträge für Schiffsneubauten zu bekommen, so dass sich die LMG mit zahlreichen Konstruktionen von Baggerschuten verschiedener Art und Größe über Wasser hielt. Dazu gehörte ein selbstfahrender Hopper-Sauger mit Laderaum und Bodenklappen (Robert Dubreuil), der für die Hafenverwaltung der marokkanischen Häfen geliefert wurde sowie ein schwierig zu konstruierender Eimerbagger für die portugiesische Kolonie Macao, der vor allem aufgrund des Schlitzes für die Eimerleiter und die Berechnung der Maschinenstärke der zwei Antriebsmaschinen bezüglich einer sicheren Überfahrt nach Macao (erforderliche Geschwindigkeit 10 Knoten) hohe Ansprüche stellte. Während der Weltwirtschaftskrise wurde im Laufe des Jahres 1930 allen Angestellten des Schiffbaubüros bis auf Chefingenieur Karl Zickerow gekündigt, es konnte aber auf dessen Intervention die Entlassung der Spitzenkräfte von Monat zu Monat weiter aufgeschoben und schließlich deren Entlassung verhindert werden. Karl Zickerow wurde aufgrund der schwierigen Auftragslage auf Reisen geschickt, bei der er alle an der Küste befindlichen Wasserbauämter von Borkum bis Stolpmünde aufsuchte, um zu prüfen, ob mit Aufträgen zu rechnen sei – ohne Erfolg.
| Bau-Nr. | Schiffsname                                        | Schiffstyp                     | Auftraggeber                            | Auslieferung 1917–1937 |
| ------- | -------------------------------------------------- | ------------------------------ | --------------------------------------- | ---------------------- |
| 143/144 | FM 30, FM 31                                       | Flachgehendes Minensuchboot    | Marine                                  | 1918                   |
| 145/146 | G 148, G 149                                       | Großes Torpedoboot             | Marine (Unterauftrag der Germaniawerft) | 1918 verschrottet      |
| 147/148 | Fährschiffe I/II                                   | Fährschiffe                    | Reichswerft Kiel                        | 1919 und 1920          |
| 153     | Ina-Lotte Blumenthal                               | Frachtdampfer                  | Reederei Joh.M.K.Blumenthal, Hamburg    | 14.6.1921              |
| 154     | Ida Blumenthal                                     | Frachtdampfer                  | Reederei Joh.M.K.Blumenthal, Hamburg    | 31.8.1921              |
| 155     | Ingrid Horn                                        | Frachtdampfer                  | Reederei H.C.Horn, Flensburg            | 7.2.1922               |
| 156     | Waldtraut Horn                                     | Frachtdampfer                  | Reederei H.C.Horn, Flensburg            | 22.4.1922              |
| 158     | Frieda Peters/"LMG"laut Schiffsregister            | Leichter                       | Spedition Peters, Hamburg               | 30.8.1921              |
| 163     | Joh.Reinecke X                                     | Schleppdampfer                 | Reederei Reinecke, Hamburg              | 27.10.1922             |
| 168     | Sarre                                              | Öltankprahm                    | Frankreich / auf Reparationskonto       | 17.10.1922             |
| 178     | Inhaca                                             | Dampf-Hoppersauger             | ?                                       | 20.9.1923              |
| 183     | -                                                  | Schwimmkran Hublast 100 to     | Frankreich (für Rabat/Marokko)          | 24.9.1924              |
| 184     | Diana                                              | Seeschlepper                   | Bugsier-u.Bergungs-Reederei, Hamburg    | März 1923              |
| 185     | Schuten                                            | Seeschlepper                   | Bugsier-u.Bergungs-Reederei, Hamburg    | April 1923             |
| 198     | Birgit                                             | Frachtdampfer                  | Reederei Dania, Kopenhagen              | 16.5.1924              |
| 209     | Quanza                                             | Schleppdampfer                 | auf ausländische Rechnung               | 1925                   |
| ?       | Simone                                             | Schleppdampfer                 | auf ausländische Rechnung               | 1925                   |
| ?       | Helga Böge                                         | Frachtdampfer                  | Reederei Joh.M.K.Blumenthal, Hamburg    | 1925                   |
| 212     | Cyril                                              | Frachtdampfer                  | Reederei Dania, Kopenhagen              | 22.1.1925              |
| 213     | Dan (weltweit erstes Schiff mit Stromlinienruder)´ | Frachtdampfer                  | Reederei Dania Kopenhagen               | 26.3.1925              |
| 226     | Prestolonadlednik Petar(Kronprinz Peter)           | Passagierdampfer               | Serbien-Montenegro, Heimathafen Kotor   | 27.3.1926              |
| 231     | Johann Blumenthal                                  | Frachtdampfer                  | Reederei Joh.M.K.Blumenthal, Hamburg    | 7.5.1927               |
| 239     | Lica Maersk                                        | Frachtdampfer                  | Reederei A.P.Moeller, Kopenhagen        | 23.10.1927             |
| 242     | C.G.                                               | Tonnenleger                    | Uruguay / Montevideo                    | 1927                   |
| 253     | Adolf Kirsten                                      | Frachtdampfer                  | Reederei Kirsten, Hamburg               | 1927                   |
| 269     | Robert Dubreuil                                    | Hopper-Saugbagger              | Frankreich (für Marokko)                | 1928                   |
| 273     | Macau                                              | selbstfahrender Eimerbagger    | Portugal (für Macao)                    | 1928                   |
| 274/275 | -                                                  | zweischiffiger Schwimmelevator | Frankreich (für Arbeiten an der Seine)  | 17.7.1930              |
| 276     | Senegal                                            | Eimerbagger                    | Frankreich(für Dakar/Senegal)           | 1930                   |
| ?       | -                                                  | Schwimmkran Hublast 50 to      | Frankreich (für Rabat/Marokko)          | August 1930            |
| 302/303 | Lasbek und Schiffbek                               | Frachtdampfer                  | Reederei Knöhr & Burchhard, Hamburg     | 1932 (?)               |
| 312     | Gouverneur Feillet                                 | Schleppdampfer                 | Frankreich (für Noumea)                 | 1932                   |
| 314     | Quelimane                                          | selbstfahrender Saugbagger     | Portugal (für Mocambique)               | 1932                   |
| 325     | GG1                                                | Schuten-Grund-Saugbagger       | Bagger-Firma Goedhardt, Düsseldorf      | 23.8.1932              |
| 344     | Wiking                                             | Frachtdampfer                  | Lübeck-Linie                            | 1934                   |
| 345     | Ophelia                                            | Frachtdampfer                  | Reederei Kirsten, Hamburg               | 1935                   |
| 346     | Steinbek                                           | Frachtdampfer                  | Reederei Knöhr & Burchhard, Hamburg     | 21.12.1935             |
| 347     | Eilbek                                             | Frachtdampfer                  | Reederei Knöhr & Burchhard, Hamburg     | 22.2.1936              |
| 356     | Nordcoke, mit patentierter Ladeluke                | Frachtdampfer                  | Norddt. Kohlen- und Kokswerke, Hamburg  | Sommer 1936            |

Als Krupp Fördertechnik GmbH wurden weiterhin baggertechnische Ausrüstungen zum Bau von Schwimmbaggern an andere Werften geliefert, z. B. für die Vasco da Gama, einen der größten Hopperbagger der Welt. Sie wurde von den Nordseewerken in Emden für die belgische Jan de Nul-Gruppe gebaut.

### Museumsschiffe
- 1. Mai, ex Swinemünde (Baujahr 1895), Hebeschiff, ursprünglich Schwimmbagger, im Schiffbaumuseum Rostock
- Sauger IV (Baujahr 1908), Schutensauger, im Museum der Arbeit in Hamburg
- Wels (Baujahr 1936), Eimerkettenbagger, im Museumshafen Lübeck

### Erhaltene Bagger
- Bagger 255

## Entwicklung des Werksgeländes an der Trave
Der ältere südliche Teil des Werksgeländes an der Trave, der teilweise einen Baubestand von 1870 hat, bestand ursprünglich aus zwei durch Eisenbahngleise getrennten Teilen. In einem Teil hatte die Direktion ihren Sitz, und zwar waren deren Büros in einem Teil der damaligen Gießerei untergebracht, die nur vorbei an großen Kohlenbergen erreichbar waren. Dort waren auch die kaufmännischen Büros und das Büro für den Trockenbaggerbau untergebracht, während das Maschinenbaubüro sich auf einem Zwischenboden über den Kesseln der Kraftzentrale befand. Das Schiffbaubüro war auf dem zweiten Teil des Werksgeländes, nämlich dem eigentlichen Werftgelände, in einem Gebäude untergebracht, welches auch kleinere Werkstätten und das Schiffbau-Magazin beherbergte. Die erwähnten Bahngleise auf dem Werksgelände dienten dem Zugang zu großen Holzlagern anderer Firmen und blockierten durch ihre Position oft den Verkehr zwischen Werft und anderen Firmen. Sanitäre Anlagen gab es zudem nur in der Gießerei in der Nähe der Trockenbaggerbau-Büros, was die hygienischen Zustände auf dem Werksgelände veranschaulichen mag. Nach dem Ersten Weltkrieg wurde die Kraftzentrale verlegt und vergrößert und an ihrer Stelle ein größeres Verwaltungsgebäude ausgeführt, in dem sämtliche kaufmännischen und Konstruktionsbüros untergebracht wurden, nicht jedoch das Schiffbaubüro, welches seit 1917 bis mindestens zum Zweiten Weltkrieg auf dem Werftgelände verblieb. Die Werftanlage war 1917 verhältnismäßig primitiv und die Arbeitsweise entsprechend. Es waren zwei Helgen von ca. 70 m Länge vorhanden, die nicht, wie sonst üblich, 2, sondern 3 Ablaufbahnen hatten, was für den Bau von Baggern oder Baggerschuten mit Bodenklappen wünschenswert war, während die beiden äußeren Bahnen so weit auseinander lagen, dass sie beim Ablauf von Schiffen, deren Breite nicht dem Abstand der Helgen entsprach, nicht zu verwenden waren. Bedient wurden die Helgen durch Seilbahnen, die an starken Holzgerüsten am oberen und unteren Ende der Helgen aufgehängt waren und durch elektrisch betriebene Seilwinden betätigt wurden. Nach einigen Jahren wurden diese Seilzüge abgeschafft und durch Dampf-Laufkräne ersetzt, die auf Schienen neben den Helgen liefen.
Auch die maschinelle Ausrüstung der Werft war 1917 noch dürftig und ließ erkennen, dass nur kleinere und einfache Schwimmkörper bearbeitet wurden. So war die Anordnung von Stanzen und Scheren so, dass Bleche von mehr als 6 m Länge nicht bearbeitet werden konnten, außerdem mussten die dafür notwendigen Winden noch von Hand betätigt werden. Der Spanten-Glühofen war nur kurz, der Spanten-Biegeplan zu klein für mittelgroße Schiffe. Eine Joggelmaschine für die Längskanten der Außenhaut-Bleche von Schiffen gab es nicht. Durch die schiffbauliche Leitung wurden sukzessive Veränderungen und Verbesserungen eingeführt.
2014 wurde das Werksgelände zum Veranstaltungszentrum Kulturwerft Gollan umgebaut. Die vom Unternehmer Thilo Gollan erworbenen Hallen standen 20 Jahre lang leer. Im September 2015 wurde die Kulturwerft eröffnet.